# 코바토
《코바토.》(こばと。)는 클램프가 2006년부터 카도카와 쇼텐의 뉴타입에 연재한 일본의 만화이다. 본래 2005년 1월부터 쇼가쿠칸의 월간 선데이GX에서 연재하였다가 현재의 뉴타입으로 옮겨 본격적으로 연재하고 있다. 이를 바탕으로 매드하우스가 2009년 10월부터 애니메이션으로 제작하였다.

## 등장인물
하나토 코바토
성우: 하나자와 카나/우정신
이오료기
성우: 이나다 테츠/안장혁
후지모토 키요카즈
성우: 마에노 토모아키/김일
오키우라 사야카
성우: 오리카사 후미코/배정미
미하라 치토세
성우: 쿠와시마 호우코/최문자
미하라 치호
성우: 나카지마 메구미/김정아
미하라 치세
성우: 나카지마 메구미/김서영
우에다 히로야스
성우: 히구치 도모유키/윤세웅
도모토 다카시
성우: 카미야 히로시/최원형

## 만화
2006년 11월부터 카도카와 쇼텐의 애니메이션 잡지 《월간 뉴타입》에 연재하였다. 단행본은 일본, 미국, 프랑스, 타이완에서 발매되었으며 대한민국에서는 2009년 12월 발행되었다. 또한 월간 뉴타입을 통해 연재되고 있다.
일본판 단행본
| 권    | 발행일           | ISBN                   | 비고 |
| ----- | ---------------- | ---------------------- | ---- |
| 제1권 | 2007년 12월 26일 | ISBN 978-4-04-713998-5 |      |
| 제2권 | 2008년 4월 26일  | ISBN 978-4-04-715058-4 |      |
| 제3권 | 2008년 12월 26일 | ISBN 978-4-04-715146-8 |      |
| 제4권 | 2009년 12월 26일 | ISBN 978-4-04-715363-9 |      |
| 제5권 | 2010년 12월 25일 | ISBN 978-4-04-715584-8 |      |
| 제6권 | 2011년 8월 25일  | ISBN 978-4-04-715741-5 |      |

한국판 단행본
| 권    | 발행일           | ISBN                   | 비고 |
| ----- | ---------------- | ---------------------- | ---- |
| 제1권 | 2009년 12월 15일 | ISBN 978-89-258-3213-5 |      |
| 제2권 | 2010년 2월 15일  | ISBN 978-89-258-3215-9 |      |
| 제3권 | 2010년 3월 15일  | ISBN 978-89-258-3216-6 |      |
| 제4권 | 2011년 2월 15일  | ISBN 978-89-258-4196-0 |      |
| 제5권 | 2012년 5월 15일  | ISBN 978-89-258-6219-4 |      |
| 제6권 | 2013년 3월 15일  | ISBN 978-89-258-8438-7 |      |

## 애니메이션
클램프 작품의 애니메이션화를 해온 매드하우스에 의해 제작되어 2009년 10월부터 일본 NHK BS2를 통해 방영되고 있다. 전 24화로 예정되어 있다.

### 스태프
- 원작 : CLAMP 〈코바토.〉 〈Wish〉에서
- 감독 : 마스하라 미츠유키
- 애니메이션 감수 : 아사카 모리오
- 시리즈 구성 : 요코테 미치코, 오오카와 나나세
- 캐릭터 디자인 : 카토 히로미
- 총작화 감독 : 타사키 사토시
- 미술 감독 : 우에노 히데유키
- 색채 설계 : 오노 하루에
- 촬영 감독 : 타나다 코헤이
- 음향 감독 : 나카지마 토시히코, 미마 마사후미
- 음악 : 하마 타케시
- 프로듀서 : 코바야시 준카, 시바타 유지, 나카노 아키코, 타케치 츠네오, 아오키 에리코, 후타카타 유키코, 하라다 유카
- 애니메이션 제작 : 매드하우스
- 제작 : 코바토. 수호회

### 주제가
여는곡〈マジックナンバー〉(매직 넘버)
작사 : 사카모토 마아야
작곡·편곡 : 키타가와 카츠토시
현악기 편곡 : 코노 신
노래 : 사카모토 마아야
닫는곡〈ジェリーフィッシュの告白〉(젤리 피쉬의 고백)
작사 : 이와사토 유호
작곡·편곡 : 미야가와 단
노래 : 나카지마 메구미
삽입곡〈あした来る日〉(내일 오는 날) (1화,8화,13화)
작사 : 아라이 아키노
작곡 : 하마 타케시
노래 : 하나자와 카나

### 방영 목록
| 화수 | 부제(한국어)       | 부제(일본어)          | 각본            | 콘티                                          | 연출            | 작화 감독                                      | 방송일(NHK BS2)  |
| ---- | ------------------ | --------------------- | --------------- | --------------------------------------------- | --------------- | ---------------------------------------------- | ---------------- |
| 1화  | …소원을 비는 소녀. | …願う少女。           | 오오카와 나나세 | 아사카 모리오 마스하라 미츠유키 니시다 마사미 | 타카하시 토모야 | 코바야시 아케미                                | 2009년 10월 6일  |
| 2화  | …별사탕의 반짝임.  | …コンペイトウの輝き。 | 요코데 미치코   | 니시다 마사미                                 | 스즈키 사다오   | 시시쿠라 토시 카타야마 미유키                  | 2009년 10월 13일 |
| 3화  | …비가 준 선물.     | …雨の贈りもの。       | 요시다 레이코   | 타치카와 유즈루                               | 타치카와 유즈루 | 사쿠라이 쿠니히코 코바야시 아케미 キムビルガン | 2009년 10월 20일 |
| 4화  | …푸른 잎의 설렘.   | …青葉のときめき。     | 이케다 마미코   | 니시다 마사미                                 | 마키노 요시타카 | 카타야마 미유키                                | 2009년 10월 27일 |
| 5화  | …반딧불이의 약속.  | …ホタルのやくそく。   | 야마다 유카     | 이토 토모히코                                 | 이토 토모히코   | 이노 마리에 소노베 아이코 바바 미츠코          | 2009년 11월 10일 |
| 6화  | …조그만 숨바꼭질.  | …小さなかくれんぼ。   | 요시다 레이코   | 나카야마 나오미                               | キムミンソン    | チャンギルヨン チョウォンヒ                    | 2009년 11월 17일 |
| 7화  | …상냥한 사람.      | …やさしいひと。       | 요코데 미치코오 | 오쿠보 토미히코                               | 호소다 마사히로 | 코야마 토모히로 아베 에미코                    | 2009년 11월 24일 |

### DVD
- 제1권 2010년 1월 29일 발매
- 제2권 2010년 2월 26일 발매
- 제3권 2010년 3월 26일 발매
- 제4권 2010년 4월 23일 발매
- 제5권 2010년 5월 28일 발매
- 제6권 2010년 6월 25일 발매
- 제7권 2010년 7월 23일 발매
- 제8권 2010년 8월 27일 발매
- 제9권 2010년 9월 24일 발매
- 제10권 2010년 10월 22일 발매
- 제11권 2010년 11월 26일 발매
- 제12권 2010년 12월 24일 발매

## 상품
- 코바토. 2010 캘린더 2009년 11월 18일 발매 (ISBN 978-4-04-715363-9)

## 같이 보기
- NHK의 애니메이션 작품 목록